# Nemoraea bifurca
Nemoraea bifurca là một loài ruồi trong họ Tachinidae.